# Кафе Пушкинъ
«Кафе́ Пу́шкинъ» — ресторан русской кухни, расположенный в Москве, по адресу Тверской бульвар, д. 26а. Был открыт ресторатором Андреем Деллосом в 1999 году.
Три основных зала ресторана — «аптека», «библиотека» и «антресоль» — расположены в здании, построенном в 1999 году. Интерьеры залов выполнены в стиле историзма. В «библиотеке» находятся издания XVIII — начала XX веков.
Средний чек по состоянию на 2020 год составляет примерно 3500 рублей.

## История

### Здание
«Кафе Пушкинъ», как и пристроенный к нему позднее ресторан «Турандот» того же владельца, возведены на месте снесённого памятника архитектуры — городской усадьбы И. Н. Римского-Корсакова. Как сообщает москвовед Рустам Рахматуллин, при создании ресторана «все внутренние строения, в одном из которых Римского-Корсакова навещал Александр Пушкин, были снесены». Краеведы Москвы называют историю превращения дома Римского-Корсакова в гламурный ресторан «одним из самых позорных эпизодов в истории нашего города за последние десятилетия».
Усадебные здания на этом месте были построены ещё в первой половине XVIII века. В начале XIX века Римский-Корсаков объединил два принадлежащих ему соседних домовладения, со всеми палатами и службами, в единый архитектурный ансамбль, обращенный фасадом к только что насаженному Тверскому бульвару (возможно, при участии архитектора Осипа Бове). После 1831 года ансамбль допожарной усадьбы был перестроен и дополнен по линии переулка и бульвара рядом небольших построек, которые образовали несколько замкнутых дворов. Сплошной фасад двухэтажных корпусов вдоль бульвара, расчленённый на три самостоятельные, однако сочетающиеся между собой композиции, считался шедевром ампирного градостроительного оформления.
Здание усадьбы исследовалось в 1988—1990 годах, в 1990—1994 годах был отреставрирован весь комплекс фасадов, выходящих на Тверской бульвар. Объект предназначался для передачи в аренду Союзу художников, однако был передан учреждённой Андреем Деллосом и Константином Эрнстом компании «Кросс Лайн» для реставрации и создания «Культурного центра русской старины».
В 2000-х годах, после смены владельца, объект стал фигурировать в списке объектов культурного наследия Москвы уже как «дом, начало XIX в. Построен под руководством арх. О. И. Бове. Стена», а затем и вовсе был исключён из списка «в связи с утратой».

### Ресторан
Считается, что название ресторана подсказала создателям песня Nathalie шансонье Жильбера Беко, в которой тот пел о неком Café Pouchkine.
Первым директором ресторана (1999—2004) был Александр Зайцев, шеф-повар — Андрей Махов.
6 июня 2023 года на крыше здания, где расположены «Кафе Пушкинъ» и ресторан «Турандот», произошёл пожар. На кровле происходило открытое горение, пожару был присвоен повышенный ранг сложности. Из ресторанов было эвакуировано более 100 человек, пострадавших не было. На следующий день после пожара заведение было временно закрыто.

## Собственники
Как сообщает «Коммерсантъ», со ссылкой на данные ЕГРЮЛ, в 2021 году совладельцем ресторана стал Константин Эрнст, которому стала принадлежать доля в 25 % в управляющей компании. Эрнст стал единственным владельцем ООО «Экримтор», которому принадлежит 25 % ООО «Моне». Остальной долей в 75 % владеет основатель ресторана Андрей Деллос. До К. Эрнста учредителем ООО «Экримтор» была зарегистрированная на Кипре компания Argenziano Trading Ltd, её собственник — Lengton Services Ltd с Британских Виргинских островов. При этом, по сообщениям СМИ, ресторан «Кафе Пушкинъ» был создан Анреем Деллосом совместно с Константином Эрнстом, но этому отсутствовали документальные подтверждения.

## Шеф-повар
Андрей Махов (род. 1965) возглавляет кухню «Кафе „Пушкинъ“» с момента основания ресторана. Получил специальность «Повар» в кулинарном училище № 165, которое окончил с красным дипломом. Затем учился в Российской экономической академии им. Плеханова (факультет технологии и организации общественного питания). Работал на комбинате питания МК КПСС, затем в 1980-е годы — в кооперативных кафе. Начиная с 1991 года был поваром в гостинице «Метрополь», в 1997 году был назначен на должность шефа. В том же году он являлся организатором фестиваля русской кухни в Монте-Карло, а его команда поваров завоевала золотую и серебряную медали в конкурсе «Салон Кулинэр-97» в Москве. На Всемирной кулинарной олимпиаде 2000 года в Эрфурте (Германия), возглавлял команду, получившую бронзовую медаль в номинации «Национальный обед». Проходил стажировки в ресторанах Германии, Австрии, Швейцарии, Монако, Бельгии, Англии, Италии. Член Национальной гильдии шеф-поваров.

## Российско-французские связи
В 2010 году А. Деллос открыл кондитерскую Café Pouchkine в Париже, в универмаге «Прентан» на бульваре Осман, 64. Интерьер парижской кондитерской украшен тульским литьём из стали и бронзы в ампирном стиле. В 2013 году в Париже открылась ещё одна кондитерская на улице Фран Буржуа, дом 2, а в 2015 — на бульваре Сен-Жермен, 155 (позднее обе были закрыты). В конце ноября 2017 года был открыт флагманский ресторан «Кафе Пушкинъ» на площади Мадлен (закрылся в марте 2022 года, после начала вторжения России на Украину). Ещё ранее штаб-квартира сети в Монтрёе была продана компании Maison Landemaine.
В феврале 2013 года в «Кафе Пушкинъ» гастролировал шеф-повар Ги Мартен, в течение трёх дней представляя посетителям высокую французскую кухню.

## Награды и рейтинги
В 2007 году стал первым рестораном России, который был включен в расширенный список (вторую его часть) рейтинга The World’s Best Restaurants и занял 62-е место строчку. В 2011 году занял 93-е место в том же рейтинге.
Ресторан «Кафе Пушкинъ» вошел в топ-50 лучших ресторанов Москвы по версии гастрономического гида Gault & Millau (получил 14,5 баллов из 20).
В 2020 году ресторан возглавил рейтинг 30 лучших ресторанов Москвы, составленный журналом Forbes (занял 1-е место). В 2019 году ресторан был на 7-м месте среди московских ресторанов по рейтингу журнала Forbes.
В октябре 2021 года ресторан «Кафе Пушкинъ» получил рекомендацию гида Michelin.

## Ресторан в кино
По разговорам, подслушанным в ресторане и составившим материал статьи «Вкусные разговоры» в журнале «Большой город», был снят фильм «Пока ночь не разлучит».